# Sixmilebridge
Sixmilebridge (irl. Droichead Abhann Uí gCearnaigh) – miasteczko w Irlandii, w prowincji Munster, w hrabstwie Clare. Według danych szacunkowych Głównego Urzędu Statystycznego Irlandii, w kwietniu 2011 roku miejscowość liczyła 2 507 mieszkańców.

## Linki  zewnętrzne
- Oficjalna strona internetowa